# Simeonowgrad
Simeonowgrad (bułg. Симеоновград) – miasto w południowej Bułgarii, w obwodzie Chaskowo. Jest to centrum administracyjne gminy Simeonowgrad. Według danych Narodowego Instytutu Statystycznego w Bułgarii z 31 grudnia 2011 miasto liczyło 6699 mieszkańców.

## Położenie
Simeonowgrad położony jest po obu brzegach Maricy. Miasto łączą trzy mosty wybudowane nad rzeką. Simeonowgrad znajduje się w pobliżu miasta Charmanli.